# قرار مجلس الأمن التابع للأمم المتحدة رقم 790
قرار مجلس الأمن التابع للأمم المتحدة رقم 790، المتخذ بالإجماع في 25 تشرين الثاني / نوفمبر 1992، بعد النظر في تقرير الأمين العام بشأن قوة الأمم المتحدة لمراقبة فض الاشتباك، أشار المجلس إلى جهودها الرامية إلى إقامة سلام دائم وعادل في الشرق الأوسط.
دعا المجلس الأطراف المعنية إلى التنفيذ الفوري للقرار 338 (1973)، وجدد ولاية قوة المراقبة لمدة ستة أشهر أخرى حتى 31 مايو 1993، وطلب من الأمين العام تقديم تقرير عن الوضع في نهاية تلك الفترة.